# Oreade Music
Oreade Music is een Nederlands platenlabel dat zich richt op ontspannings- en newagemuziek. Het hoofdkantoor is gevestigd in Haarlem.

## Beschrijving
Oreade Music werd in 1986 opgericht door David Grabijn en Frank van der Velden in Eindhoven. Wat begon met het importeren van muziek voor ontspanning en meditatie groeide in de jaren 90 uit tot een internationale platenmaatschappij. Er kwamen specifieke muzieksoorten bij, zoals voor yoga, reiki en tai chi, maar ook cd's voor healing en met natuurgeluiden. Grabijn en Van der Velden deden Oreade Music rond de eeuwwisseling over aan Kevin Couch.
Het hoofdkantoor werd vanuit Eindhoven verhuisd naar Heemstede en uiteindelijk naar Haarlem. De catalogus bestaat anno 2022 uit ruim 250 cd's en dvd's.

## Artiesten
Een selectie van artiesten die hun muziek op het label hebben gepubliceerd zijn:
- Ad Visser[2]
- Aeoliah
- Aykanna
- Coen Bais
- Danny Becker
- Erik Berglund
- Bhakti Music
- Brainscapes
- Pie Conijn
- Simon Cooper
- Surajit Das
- Dechen Shak Dagsay
- Enam
- Max Folmer
- Daniele Garella
- GioAri
- Medwyn Goodall
- Grollo and Capitanata
- Alberto Grollo
- Guna Sangah
- Hemi-Medi
- Hilary Jones
- Jonathan Jones
- Kamal
- Fridrik Karlsson
- Karunesh
- Daniel Kobialka
- Llewellyn
- Vlasta Marek
- Henry Marshall
- Chris Michell
- Midori
- Mirabai Ceiba
- Morpheo
- Mystic Rhythms Band
- Shaina Noil
- Parijat
- Philip Permutt
- Deva Premal
- Schawkie Roth
- Mike Rowland
- Joshua Samson
- Sangit Om
- Snatam Kaur
- David Sun
- Gregor Theelen
- Paul Vens
- Wychazel